# Almási István (népzenekutató)
Almási István (Kolozsvár, 1934. december 8. – Kolozsvár, 2021. március 8.) magyar népzenekutató,  a Magyar Művészeti Akadémia Népművészeti, Néprajzi Tagozatának tagja (2005).

## Életútja
A középiskolát Kolozsvárott végezte, majd 1956-ban a Gheorghe Dima Zeneművészeti Főiskolán zenetanári oklevelet szerzett. Ezt követően a kolozsvári folklórintézet munkatársa lett, amelynek munkájában Jagamas János mellett már diákként részt vett. Cikkei a Korunk, Nyelv- és Irodalomtudományi Közlemények, Művelődés, Revista de Etnografie și Folclor hasábjain jelentek meg. Nagyváradon, a Partiumi Keresztény Egyetemen és Kolozsvárott, a Babeș–Bolyai Tudományegyetemen népzenét oktatott.
Népzenegyűjtőként több mint száz helységben mintegy 5000 dallamot gyűjtött, az addigi kutatások által le nem fedett területeken: Érmellék, a Szilágyság, a Lápos mente, Aranyosszék, a Nyárádmente, a Kis-Küküllő és a Maros köze, a Homoródmente és Háromszék. Elméleti munkáiban a dallamrendszerezés és a népzenei kölcsönhatások kérdéseivel, illetve a népzenegyűjtés módszertanával foglalkozott.
Elkötelezetten tevékenykedett az egyházi éneklés területén: fiatal korában a Kétágú templom kántora volt, majd éveken át vezette a Farkas utcai református templom dalárdáját. A Romániai református egyházi zsinat zenei bizottságának tagja volt.
2005 óta a Magyar Művészeti Akadémia tagja volt. A Magyar Néprajzi Társaság levelező tagja, az Erdélyi Múzeum-Egyesület, a Magyar Kodály Társaság és a Kriza János Néprajzi Társaság tagja volt.
2021. március 8-án hunyt el.

## Kötetei (válogatás)
- A lapádi erdő alatt (népdalok, társszerzőkkel, Szenik Ilonával, Zsizsmann Ilonával, Bukarest, 1957)
- Magyargyerőmonostori népköltészet (társszerzővel), 1969
- 245 népi táncdallam (Herțea Iosiffal; Csíkszereda, 1970)
- Tavaszi szél vizet áraszt. 200 magyar népdal (Kriterion Könyvkiadó, Bukarest, 1972)
- Futásfalvi népdalok, 1973
- Seprődi János válogatott zenei írásai és népzenei gyűjtése (társszerző), 1974
- Szilágysági magyar népzene (Kriterion Könyvkiadó, Bukarest, 1979)
- Magyaró énekes népzenéje. Egy Felső-Maros-menti falu magyar néphagyományaiból (Jagamas Jánossal, Kriterion Könyvkiadó, Bukarest, 1984)
- Virágok vetélkedése. Régi magyar népballadák (Faragó Józseffel, Kriterion Könyvkiadó, Bukarest, 1986)
- Az erdélyi magyar népzenekutatás kezdetei (doktori értekezés, 1989)
- Egy kis madárka ül vala. Erdélyi szász népköltészet Kányádi Sándor fordításában; vál., gond. Almási István; 2. kiad.; Kriterion, Kolozsvár, 2002
- A népzene jegyében. Válogatott írások (2009)
- Monostori sugár torony. Bogdán János magyargyerőmonostori népdalgyűjtése 1906-ban; közzéteszi Almási István; Kriza János Néprajzi Társaság, Kolozsvár, 2003 (Kriza könyvtár)
- "Most jöttem Erdélyből...". Írások népzenéről és népdalkutatásról; MMA, Bp., 2019

## Díjak, elismerések (válogatás)
- Kulturális Érdemrend (1970)
- Ciprian Porumbescu-díj (1981)
- Szabolcsi Bence-díj (2001)
- Jagamas János-díj (2004)
- Kodály Zoltán-emlékdíj (2007)
- MTA Arany János-érem (2009)
- A Marosvásárhelyi Művészeti Egyetem díszdoktora (2010)
- Kriza János Néprajzi Társaság Életmű-díj[5]